# Nonostante tutto (film)
Nonostante tutto (A pesar de todo) è un film del 2019 diretto da Gabriela Tagliavini.
L'opera è stata presentata in anteprima al Málaga Film Festival il 16 marzo 2019 per poi essere distribuita in tutto il mondo da Netflix il 3 maggio dello stesso anno.

## Trama
Sara, Lucia, Sofia e Claudia sono quattro sorelle che si sono allontanate l'una dall'altra da ormai molti anni e non hanno più buoni rapporti tra loro. Nonostante questa lontananza vengono riunite a Madrid per il funerale della loro madre. Anche se sembrano destinate a riallontanarsi di lì a poco il notaio, tramite un videomessaggio lasciato dalla loro madre, gli rivela che in realtà l'uomo che le ha cresciute (e che ritenevano a tutti gli effetti loro padre) non è il loro vero padre biologico (in quanto affetto da sterilità) e che se vogliono ottenere la loro parte di eredità devono ritrovare (attraverso una lista degli uomini con cui la madre è giaciuta) i loro rispettivi padri.

## Accoglienza
L'opera ha ottenuto sull'aggragatore di recensioni Rotten Tomatoes il 20% di recensioni positive con una media voto di 3.92/10.